# Visingsö AIS
Visingsö AIS är en svensk fotbollsklubb från Visingsö som spelar i division 5 Nord Västra. Klubben grundades 1935. Klubben spelar sina hemmamatcher på Brahevallen.
Mellan 2016 och 2019 spelade klubben i Division 4. 